# 光明里 (蘆洲區)
光明里為台灣新北市蘆洲區轄下之一里，在新北市1032里中人口排行第244名。本里原為光華里（1998年蘆洲改制前為光華村）之一部份，1990年1月另行成立。

## 交通
里內的主要幹道為東西向貫穿而過的光華路，新北市公車橘18有行經光華路，並設有「光華和平路口」一站（站牌位置靠近光明里，不在里內）。

## 公園綠地
- 中原公園

## 超市
- 美廉社蘆洲中正三店[3]

## 書店
- 諾貝爾圖書城 蘆洲店[4]

## 餐廳
- 爭鮮迴轉壽司蘆洲店[5]